# Lunca Mureșului (okręg Marusza)
Lunca Mureșului (węg. Holtmaros) – wieś w Rumunii, w okręgu Marusza, w gminie Aluniș. W 2011 roku liczyła 735 mieszkańców.